# Thaumaglossa ludgerschmidti
Thaumaglossa ludgerschmidti là một loài bọ cánh cứng trong họ Dermestidae. Loài này được Háva & Herrmann miêu tả khoa học năm 2002.